# جيرولدسفيل
جيرولدسفيل (بالألمانية: Geroldswil) هي إحدى بلديات مقاطعة ديتيكون في كانتون زيورخ في سويسرا. تبلغ مساحتها 1.91 كيلومتر مربع، ويقدر عدد سكانها بـ 4943 نسمة (حسب تعداد ديسمبر 2017).